# Tournoi d'ouverture du championnat de Colombie de football 2016
Navigation
Tournoi précédent Tournoi suivant
Le tournoi d'ouverture de la saison 2016 du Championnat de Colombie de football est le premier tournoi de la soixante-neuvième édition du championnat de première division professionnelle en Colombie. Les vingt meilleures équipes du pays disputent le championnat semestriel qui se déroule en deux phases :
- lors de la phase régulière, les équipes s'affrontent une fois plus une rencontre face à une formation du même secteur géographique.
- la phase finale du tournoi Ouverture se joue sous forme de coupe, avec quarts, demis et finale en matchs aller-retour.

C'est l'Independiente Medellín qui remporte le tournoi après avoir battu l'Atlético Junior lors de la finale. C'est le sixième titre de champion de Colombie de l'histoire du club.

## Qualifications continentales
Le vainqueur du tournoi Ouverture se qualifie pour la phase de groupes de la prochaine édition de la Copa Libertadores. 

## Les clubs participants
- Club Independiente Santa Fe
- CD Los Millonarios
- Envigado FC
- Deportes Tolima
- Once Caldas
- Independiente Medellin
- Boyacá Chicó
- Rionegro Águilas
- Jaguares de Córdoba Fútbol Club
- Corporación Club Deportivo Tuluá
- Atlético Nacional
- Atlético Huila
- Patriotas FC
- Alianza Petrolera
- Deportivo Pasto
- Fortaleza FC - Promu de Torneo Aguila
- Atlético Bucaramanga - Promu de Torneo Aguila
- Deportivo Cali
- Atlético Junior
- CD La Equidad

## Compétition
Le barème utilisé pour établir l'ensemble des classements est le suivant :
- Victoire : 3 points
- Match nul : 1 point
- Défaite : 0 point

### Phase régulière

#### Classement
| Rang | Équipe                           | Pts | J  | G  | N  | P  | Bp | Bc | Diff |
| ---- | -------------------------------- | --- | -- | -- | -- | -- | -- | -- | ---- |
| 1    | Independiente Medellín           | 40  | 20 | 11 | 7  | 2  | 33 | 17 | +16  |
| 2    | Atlético NacionalT               | 39  | 20 | 12 | 3  | 5  | 42 | 20 | +22  |
| 3    | CD Los Millonarios               | 37  | 20 | 11 | 4  | 5  | 30 | 17 | +13  |
| 4    | Club Independiente Santa Fe      | 37  | 20 | 11 | 4  | 5  | 28 | 18 | +10  |
| 5    | Atlético Junior                  | 37  | 20 | 10 | 7  | 3  | 28 | 20 | +8   |
| 6    | Rionegro Águilas                 | 34  | 20 | 10 | 4  | 6  | 30 | 23 | +7   |
| 7    | Deportivo Cali                   | 32  | 20 | 9  | 5  | 6  | 35 | 28 | +7   |
| 8    | Corporación Club Deportivo Tuluá | 31  | 20 | 8  | 7  | 5  | 29 | 23 | +6   |
| 9    | Patriotas FC                     | 29  | 20 | 8  | 5  | 7  | 22 | 23 | -1   |
| 10   | Once Caldas                      | 26  | 20 | 7  | 5  | 8  | 26 | 22 | +4   |
| 11   | Deportivo Pasto                  | 24  | 20 | 5  | 9  | 6  | 19 | 23 | -4   |
| 12   | Deportes Tolima                  | 24  | 20 | 7  | 3  | 10 | 25 | 32 | -7   |
| 13   | Atlético BucaramangaP            | 23  | 20 | 3  | 14 | 3  | 21 | 27 | -6   |
| 14   | Jaguares de Córdoba Fútbol Club  | 23  | 20 | 6  | 5  | 9  | 16 | 29 | -13  |
| 15   | Envigado FC                      | 19  | 20 | 4  | 7  | 9  | 21 | 22 | -1   |
| 16   | Atlético Huila                   | 19  | 20 | 5  | 4  | 11 | 18 | 26 | -8   |
| 17   | CD La Equidad                    | 19  | 20 | 4  | 7  | 9  | 20 | 30 | -10  |
| 18   | Boyacá Chicó                     | 17  | 20 | 3  | 8  | 9  | 17 | 28 | -11  |
| 19   | Alianza Petrolera                | 17  | 20 | 4  | 5  | 11 | 24 | 38 | -14  |
| 20   | Fortaleza FCP                    | 15  | 20 | 4  | 3  | 13 | 16 | 34 | -18  |

|  | Qualification pour la phase finale  |
|  | T : Tenant du titre P : Promu de D2 |

### Phase finale
|  | Quarts de finale                 | Quarts de finale                 | Quarts de finale           | Quarts de finale           |                                  |                                  | Demi-finales | Demi-finales | Demi-finales | Demi-finales |  |  | Finale | Finale | Finale | Finale |
|  |                                  |                                  |                            |                            |                                  |                                  |              |              |              |              |  |  |        |        |        |        |
|  |                                  |                                  |                            |                            |                                  |                                  |              |              |              |              |  |  |        |        |        |        |
|  |                                  |                                  |                            |                            |                                  |                                  |              |              |              |              |  |  |        |        |        |        |
|  | Atlético Junior tab              | Atlético Junior tab              | 2                          | 2 (4)                      |                                  |                                  |              |              |              |              |  |  |        |        |        |        |
|  | Atlético Junior tab              | Atlético Junior tab              | 2                          | 2 (4)                      |                                  |                                  |              |              |              |              |  |  |        |        |        |        |
|  | CD Los Millonarios               | CD Los Millonarios               | 0                          | 4 (2)                      |                                  |                                  |              |              |              |              |  |  |        |        |        |        |
|  | CD Los Millonarios               | CD Los Millonarios               | 0                          | 4 (2)                      | Atlético Junior tab              | Atlético Junior tab              | 1            | 0 (4)        |              |              |  |  |        |        |        |        |
|  |                                  |                                  |                            |                            | Atlético Junior tab              | Atlético Junior tab              | 1            | 0 (4)        |              |              |  |  |        |        |        |        |
|  |                                  |                                  | Atlético Nacional          | Atlético Nacional          | 1                                | 0 (2)                            |              |              |              |              |  |  |        |        |        |        |
|  | Rionegro Águilas                 | Rionegro Águilas                 | Atlético Nacional          | Atlético Nacional          | 1                                | 0 (2)                            | 1            | 1 (4)        |              |              |  |  |        |        |        |        |
|  | Rionegro Águilas                 | Rionegro Águilas                 |                            |                            |                                  |                                  |              | 1 (4)        |              |              |  |  |        |        |        |        |
|  | Atlético Nacional tab            | Atlético Nacional tab            | 1                          | 1 (5)                      |                                  |                                  |              |              |              |              |  |  |        |        |        |        |
|  | Atlético Nacional tab            | Atlético Nacional tab            | 1                          | 1 (5)                      | Atlético Junior                  | Atlético Junior                  | 1            | 0            |              |              |  |  |        |        |        |        |
|  |                                  |                                  |                            |                            | Atlético Junior                  | Atlético Junior                  | 1            | 0            |              |              |  |  |        |        |        |        |
|  |                                  |                                  | Independiente Medellín     | Independiente Medellín     | 1                                | 2                                |              |              |              |              |  |  |        |        |        |        |
|  | Corporación Club Deportivo Tuluá | Corporación Club Deportivo Tuluá | Independiente Medellín     | Independiente Medellín     | 1                                | 2                                | 2            | 1            |              |              |  |  |        |        |        |        |
|  | Corporación Club Deportivo Tuluá | Corporación Club Deportivo Tuluá |                            |                            |                                  |                                  |              |              |              |              |  |  |        |        |        |        |
|  | Club Independiente Santa Fe      | Club Independiente Santa Fe      | 1                          | 1                          |                                  |                                  |              |              |              |              |  |  |        |        |        |        |
|  | Club Independiente Santa Fe      | Club Independiente Santa Fe      | 1                          | 1                          | Corporación Club Deportivo Tuluá | Corporación Club Deportivo Tuluá | 1            | 2 (7)        |              |              |  |  |        |        |        |        |
|  |                                  |                                  |                            |                            | Corporación Club Deportivo Tuluá | Corporación Club Deportivo Tuluá | 1            | 2 (7)        |              |              |  |  |        |        |        |        |
|  |                                  |                                  | Independiente Medellín tab | Independiente Medellín tab | 2                                | 1 (8)                            |              |              |              |              |  |  |        |        |        |        |
|  | Deportivo Cali                   | Deportivo Cali                   | Independiente Medellín tab | Independiente Medellín tab | 2                                | 1 (8)                            | 2            | 0            |              |              |  |  |        |        |        |        |
|  | Deportivo Cali                   | Deportivo Cali                   |                            |                            |                                  |                                  |              | 0            |              |              |  |  |        |        |        |        |
|  | Independiente Medellín           | Independiente Medellín           | 1                          | 2                          |                                  |                                  |              |              |              |              |  |  |        |        |        |        |
|  | Independiente Medellín           | Independiente Medellín           | 1                          | 2                          |                                  |                                  |              |              |              |              |  |  |        |        |        |        |
|  |                                  |                                  |                            |                            |                                  |                                  |              |              |              |              |  |  |        |        |        |        |

## Bilan de la saison
| Championnat de Colombie de football 2016 |                                   |
| Champion                                 | Independiente Medellín (6e titre) |
| Qualifications continentales             |                                   |
| Copa Libertadores 2017                   | Independiente Medellín            |
| Promotions et relégations                |                                   |
| Promus en Liga Aguila                    | Aucun                             |
| Relégués en Torneo Aguila                | Aucun                             |